# Хасмонеи
Хасмонеите (на иврит: חשמונאים‎) са династия, управлявала Юдея от средата на II век пр.н.е. до средата на I век пр.н.е.
Те се утвърждават около 167 г.пр.н.е. като полунезависими владетели на областта в рамките на Селевкидското царство, а при неговото разпадане около 110 г.пр.н.е. стават самостоятелни владетели. През следващите години те завладяват съседните области Галилея, Итурея, Перея, Идумея и Самария. През 63 г.пр.н.е. Хасмонеите са разгромени от Римската република и продължават да управляват в няколко отделни княжества под римско върховенство. През 37 г.пр.н.е. всички те попадат под властта на Ирод Велики.